# Correbidia germana
Correbidia germana är en fjärilsart som beskrevs av Rothschild 1912. Correbidia germana ingår i släktet Correbidia och familjen björnspinnare. Inga underarter finns listade i Catalogue of Life.